# Маски Татануа

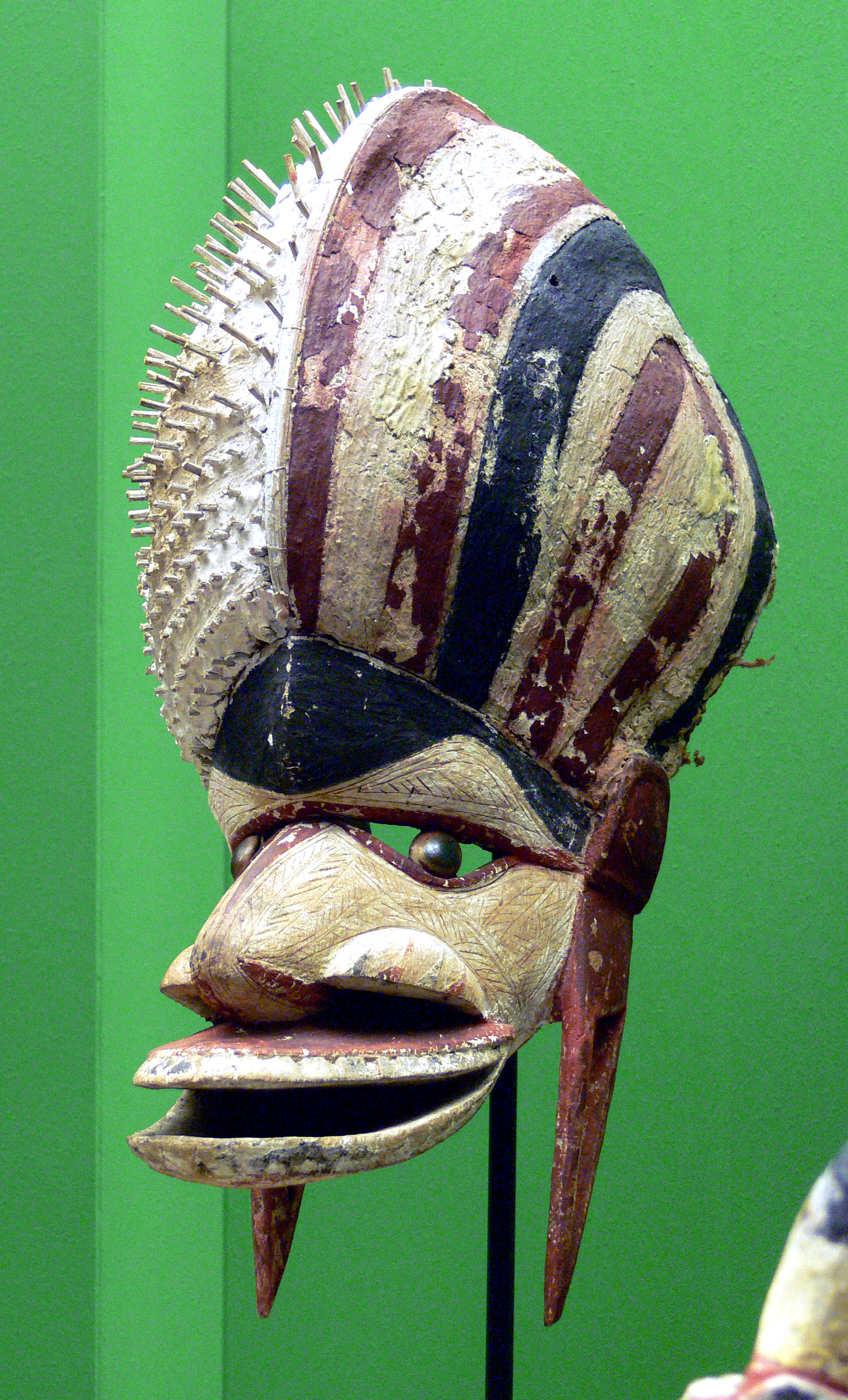
Маска аборигенов Новой Ирландии

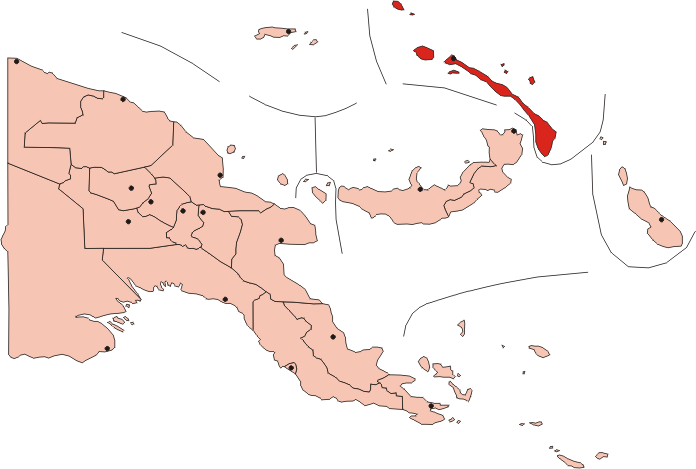
Новая Ирландия, Папуа — Новая Гвинея

Маски Татануа — традиционные маски аборигенов провинции Новая Ирландия в Папуа — Новой Гвинее. Эти маски изготовлены из дерева и других природных материалов и используются в церемониях, которые называются Malagan.

## Изготовление
Маски Татануа обычно изготавливаются из липовой древесины, и при завершении украшаются волокнами сахарного тростника, кожей и шерстью животных. Лицо окрашивают мелом и другими природными красителями. Высокие типы масок создаются при помощи рамки и покрываются корой, хотя в последнее время используют и фабричные материалы. Помимо ткани, некоторые маски содержат оптические отбеливатели, которые придают формально белым участкам синеватый цвет. Эти маски часто идентифицируются по проколотым мочкам ушей и заметному рту, который, как правило, вырезан открытым. Маски можно также определить по асимметричному дизайну волос. «Волосы» маски остаются гладкими с одной стороны чтобы имитировать выбритость, сделанную в знак тяжёлой утраты — мужчины Новой Ирландии выбривают волосы с одной стороны в знак траура.

## Церемония
Масками Татануа пользуются танцоры в рамках церемониального ритуала Malagan, проводов духов мёртвых в вечный мир. Вместе с масками используются статуи, изображающие умершего. Танцы исполняются в группах, причём в группы допускаются лишь достойные исполнители — наблюдатели танцев должны видеть силу племени. Антропоморфные статуи, их изготовление представляются связью между людьми племени и иным миром.
Религиозная церемония проводится в семье погибшего для общения с божествами и проявления уважения к умершему. Изготовление резной маски может занять много месяцев, так что смерть человека может формально не обозначаться некоторое время. Празднование используется племенем для демонстрации своего мастерства соседям, а также для встреч, заключения договорённостей и исполнения культурных аспектов умирания соплеменника.
Маски Татануа собраны во многих западных музеях, например, в Этнологическом музее в Берлине, Британском музее, Музее и художественной галерее Дерби и художественном музее в Индианаполисе.